# 39. ceremonia wręczenia Złotych Globów
Złote Globy za 1981 rok odbyły się 30 stycznia 1982 r. w Beverly Hilton Hotel w Los Angeles.
Nagrodę im. Cecila DeMille za całokształt twórczości otrzymał Sidney Poitier.

Laureaci:

## Kino

### Najlepszy film dramatyczny
Nad złotym stawem, reż. Mark Rydell

nominacje:
- Kochanica Francuza, reż. Karel Reisz
- Książę wielkiego miasta, reż. Sidney Lumet
- Ragtime, reż. Miloš Forman
- Czerwony, reż. Warren Beatty

### Najlepsza komedia lub musical
Artur, reż. Steve Gordon

nominacje:
- Cztery pory roku, reż. Alan Alda
- Grosz z nieba, reż. Herbert Ross
- S.O.B., reż. Blake Edwards
- Zoot Suit, reż. Luis Valdes

### Najlepszy aktor dramatyczny
Henry Fonda – Nad złotym stawem

nominacje:
- Burt Lancaster – Atlantic City
- Treat Williams – Książę wielkiego miasta
- Warren Beatty – Czerwoni
- Timothy Hutton – Szkoła kadetów

### Najlepsza aktorka dramatyczna
Meryl Streep – Kochanica Francuza

nominacje:
- Sally Field – Bez złych intencji
- Katharine Hepburn – Nad złotym stawem
- Sissy Spacek – Przybłęda
- Diane Keaton – Czerwoni

### Najlepszy aktor w komedii lub musicalu
Dudley Moore – Artur

nominacje:
- Walter Matthau – Pierwszy poniedziałek października
- Alan Alda – Cztery pory roku
- Steve Martin – Grosz z nieba
- George Hamilton – Zorro, ostrze szpady

### Najlepsza aktorka w komedii lub musicalu
Bernadette Peters – Grosz z nieba

nominacje:
- Liza Minnelli – Artur
- Blair Brown – Przez kontynent
- Jill Clayburgh – Pierwszy poniedziałek października
- Carol Burnett – Cztery pory roku

### Najlepszy aktor drugoplanowy
John Gielgud – Artur

nominacje:
- Orson Welles – Motylek
- James Coco – Tylko gdy się śmieję
- Howard E. Rollins Jr. – Ragtime
- Jack Nicholson – Czerwoni

### Najlepsza aktorka drugoplanowa
Joan Hackett – Tylko gdy się śmieję

nominacje:
- Jane Fonda – Nad złotym stawem
- Kristy McNichol – Tylko gdy się śmieję
- Mary Steenburgen – Ragtime
- Maureen Stapleton – Czerwoni

### Najlepsza reżyseria
Warren Beatty – Czerwoni

nominacje:
- Louis Malle – Atlantic City
- Mark Rydell – Nad złotym stawem
- Sidney Lumet – Książę wielkiego miasta
- Miloš Forman – Ragtime
- Steven Spielberg – Poszukiwacze zaginionej Arki

### Najlepszy scenariusz
Ernest Thompson – Nad złotym stawem

nominacje:
- Kurt Luedtke – Bez złych intencji
- Alan Alda – Cztery pory roku
- Harold Pinter – Kochanica Francuza
- Warren Beatty i Trevor Griffiths – Czerwoni

### Najlepsza piosenka
"Arthur's Theme (Best That You Can Do)" - Artur - muzyka: Burt Bacharach, Christopher Cross i Carole Bayer Sager; słowa: Christopher Cross i Peter Allen

nominacje:
- "It's Wrong For Me To Love You" - Motylek - muzyka: Ennio Morricone; słowa: Carol Connors
- "Endless Love" - Niekończąca się miłość - muzyka i słowa: Lionel Richie
- "For Your Eyes Only" - Tylko dla twoich oczu - muzyka: Bill Conti; słowa: Michael Leeson
- "One More Hour" - Ragtime - muzyka i słowa: Randy Newman

### Najlepszy film zagraniczny
Rydwany ognia, reż. Hugh Hudson ( Wielka Brytania)

nominacje:
- Atlantic City, reż. Louis Malle  Kanada/ Francja
- Okręt, reż. Wolfgang Petersen  RFN
- Gallipoli, reż. Peter Weir  Australia
- Pixote: A Lei do Mais Fraco, reż. Hector Babenco  Brazylia

### Nowa gwiazda w filmie
Pia Zadora – Motylek

nominacje:
- Kathleen Turner – Żar ciała
- Craig Wasson – Czworo przyjaciół
- Elizabeth McGovern – Ragtime
- Howard E. Rollins Jr. – Ragtime
- Rachel Ward – Sprawa Sharky’ego